# Томас Джеймс Кларк

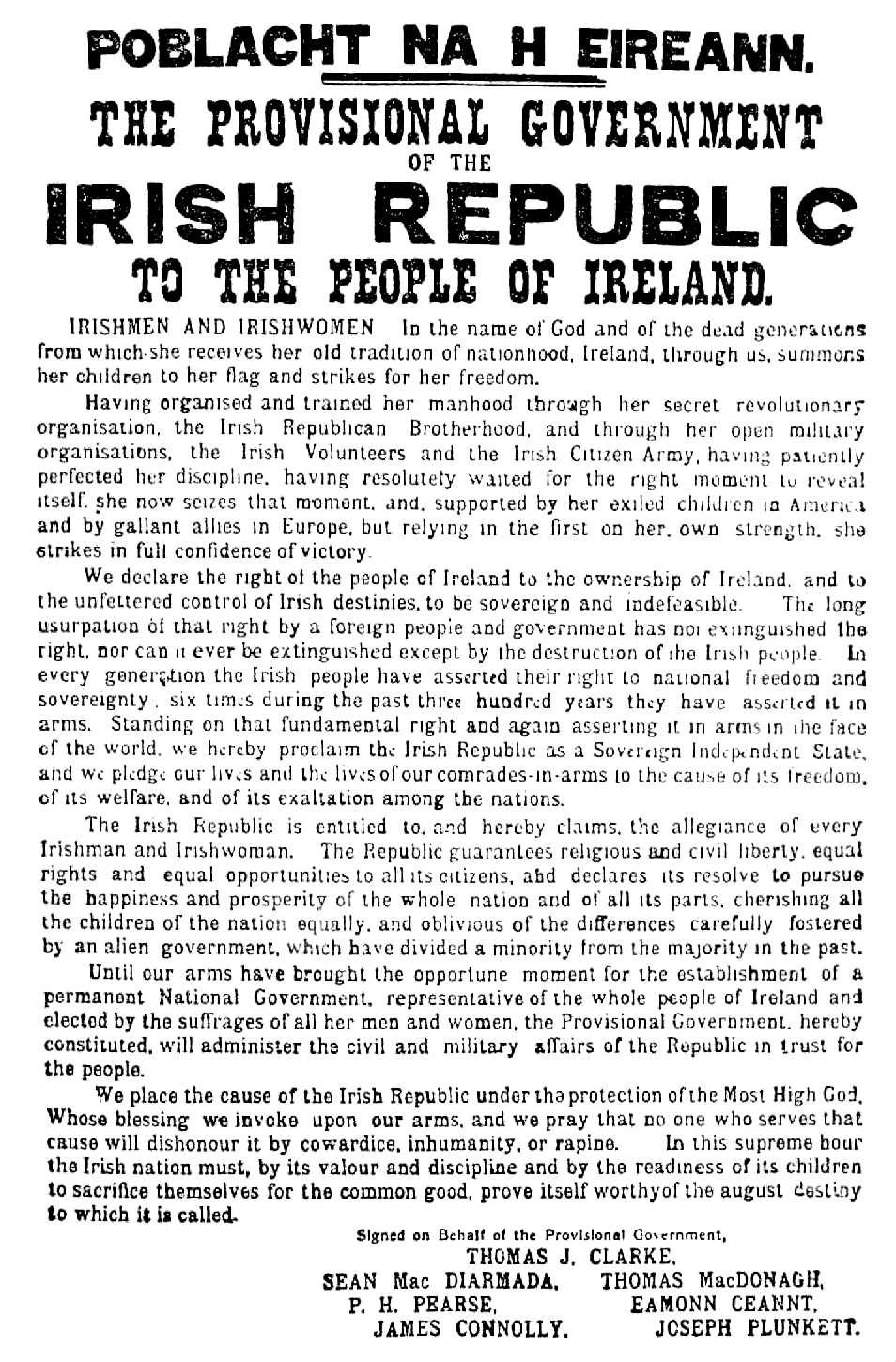
Декларація про незалежність Ірландської республіки, підписана Томасом Кларком.

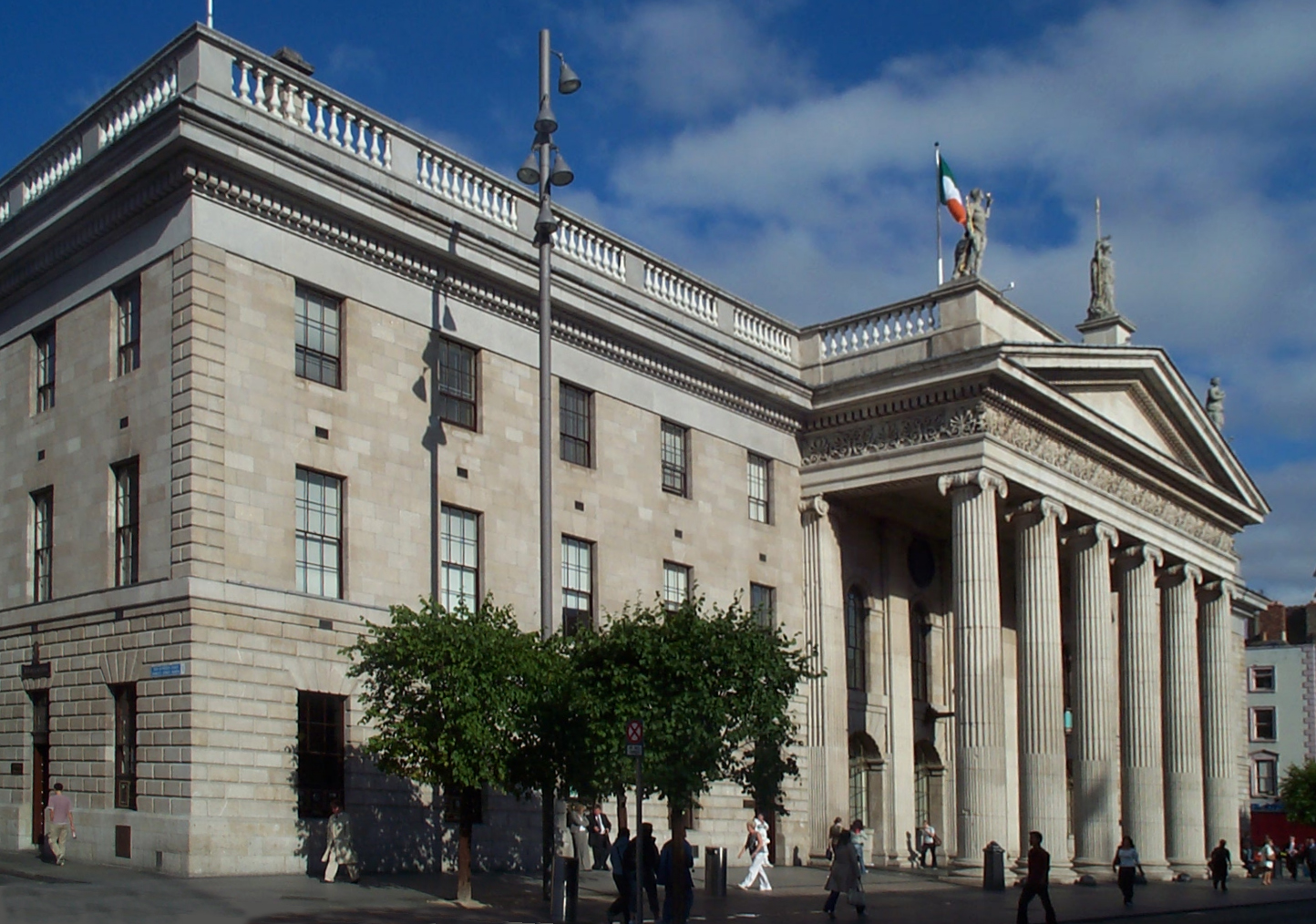
Будинок поштамту в Дубліні — приміщення за яке точилися найжорстокіші бої під час повстання.

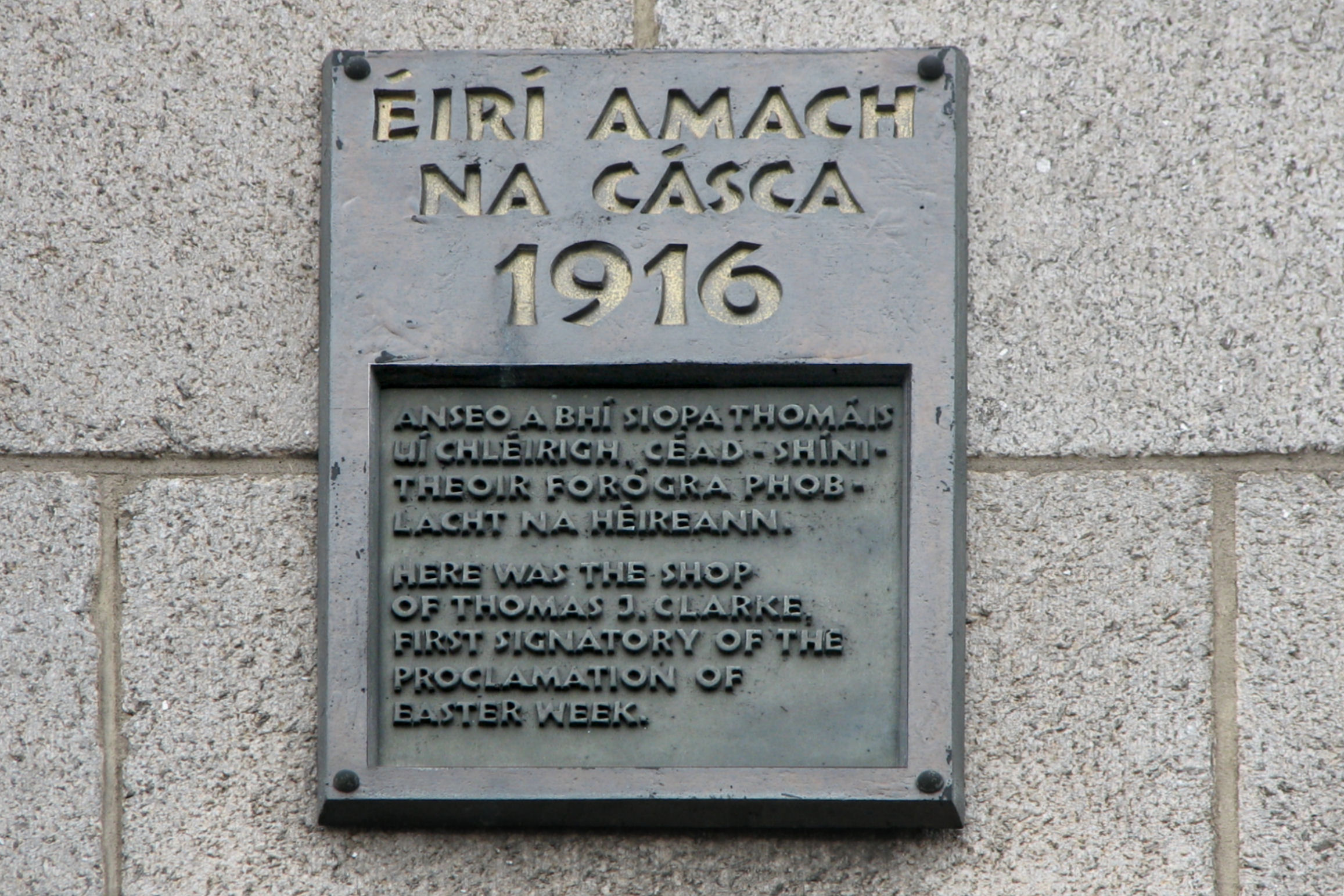
Меморіальна дошка присвячена Томасу Кларку в Дубліні на межі Парнелл-стріт та О'Коннелл-стріт.

Томас Джеймс Кларк (англ. Thomas James «Tom» Clarke, ірл. Tomás Séamus Ó Cléirigh; 11 березня 1857 — 3 травня 1916) — Томас Шеймус О Клері, Том Кларк — ірландський революціонер, борець за свободу Ірландії, один з головних організаторів і керівників Великоднього повстання в Ірландії у 1916 році. Псевдонім: Генрі Вільсон. Все життя Том Кларк лишався прибічником збройного повстання, як способу звільнення Ірландії та досягнення її незалежності. До Великоднього повстання він провів у тюрмах Британії більше 15 років. Після поразки повстання йому винесли смертний вирок. Розстріляний у травні 1916 року.

## Життєпис

### Юні роки
Том Кларк народився в замку Херст — в одному з англійських форпостів на південному березі Британії. Замок розташований поруч біля селища Мілнфорд-он-Сі, графство Гемпшир, напроти нього, через протоку розташований острів Вайт. Батьки Томаса Кларка були ірландцями: батько — Джеймс Кларк — служив сержантом у британській армії, був родом з Каррігаллена; мати — Мері Палмер — з Клохіна. Пізніше Джеймса Кларка перевели в Південну Африку, а коли Томасу виповнилось 7 років, сім'я переїхала в місто Данганнон, що розташоване в графстві Тірон в Ірландії.

### Ірландське республіканське братство
У віці шістнадцяти років Том Кларк організував у своєму місті клуб прихильників визволення Ірландії. Цим клубом незабаром зацікавилось Ірландське республіканське братство (ІРБ). До цього братства Томаса прийняв у віці 18 років особисто Джон Дейлі. У 1880 році у місті Данганнон відбулись сутички між ірландцями та британською поліцією. Томас Кларк взяв безпосередню участь у сутичках — стріляв у поліцейських, агітував людей. Через це у нього почались проблеми з поліцією та нескінченні сімейні конфлікти. У результаті цього він у 1881 році виїхав до Америки. Там він влаштувався на роботу в готель. Потім він вступив до лав ще одного ірландського товариства — «Клан на Гел» (ірл. — Clan na Gael), що було продовженням «Братства феніїв». У 1881 році один з лідерів ІРБ Єремія О'Донован, що був у вигнанні і жив у Нью-Йорку, організував так звану «динамітну компанію» — серію вибухів військових та поліційних гарнізонів в Британії з метою змусити британських уряд надати Ірландії автономію або навіть незалежність. У 1883 році для участі у цій кампанії Томас Кларк таємно, під псевдо Генрі Вільсон їде до Лондона. Але нічого здійснити він не встиг — він був заарештований 28 травня 1883 року разом з іншими боївкарями. Йому винесли вирок пожиттєвого ув'язнення. Наступні 15 років він перебував у британських тюрмах — найбільше часу в тюрмі Пентонвіль. До 1896 року він лишався одним з 5 останніх феніїв, що сиділи в британських тюрмах. За його звільнення в Ірландії були організовані мітинги. На одному з них відомий діяч Ірландської парламентської партії Джон Редмонт сказав наступне: «Вільсон — це людина, гідна будь-яких слів захоплення. Протягом 5 років, що я відвідував Портлендську в'язницю, я навчився поважати Генрі Вільсона. День за днем я спостерігав, як відважно тримається його дух, і як слабне його тіло.»
У 1898 році спеціальна слідча комісія, взявши до уваги жахливі умови в яких перебувають ірландські в'язні, ухвалила рішення терміново звільнити Томаса Кларка. Після звільнення він переїхав до Сполучених Штатів Америки, до Брукліна і одружився з племінницею свого товариша по в'язниці та по боротьбі в лавах ІРБ Джона Дейлі — з Кейтлін Дейлі, що була молодша за нього на 21 рік. Шафером на їх весіллі був Джон МакБрайд. Томас Кларк продовжив активну діяльність у лавах «Клан на Гел» — під керівництвом Джона Девоя він працював редактором в ірландській газеті. Він став одним з найбільш авторитетних діячів «Клан на Гел». У 1906 році він придбав ферму в Манорвілі біля Лонг-Айленду і разом з родиною переїхав туди. З Кейтлін було в нього 3 дітей. У 1907 році він повернувся до Ірландії.
У Дубліні Том Кларк відкрив тютюнову крамницю. Він почав активне оновлення ІРБ. Як довірена особа «Клан на Гел» Том Кларк був обраний у Верховну раду ІРБ, де був прибічником активних дій і революції за Ірландську республіку. Том Кларк залучав до лав і боротьби молодь, його найближчими товаришами були Балмер Гобсон та МакДермотт. Вражений ораторськими здібностями Патріка Пірса, Том Кларк запросив його виголосити промову на щорічній церемонії пам'яті Вольфа Тона — ірландського патріота борця за волю Ірландії. Ця церемонія на той час була одним з найважливіших заходів прихильників незалежності Ірландії, свого роду їх загальними зборами. Вже через кілька тижнів Пірс був у лавах ІРБ.

### Ірландські добровольці
У 1913 році з'явилася нова спілка — «Ірландські добровольці». Том Кларк зацікавився цією спілкою, але вважав, що як людина, відома своїми радикальними поглядами, він може зашкодити діяльності новоутвореної спілки, якщо безпосередньо буде в її лавах. Але в лавах «Ірландських добровольців» вже були МакДермотт, Гобсон, Імон Кент та інші активісти ІРБ, то було очевидно, що діяльність «Ірландських добровольців» буде визначатися ІРБ. Це стало зрозумілим після того, як один із лідерів «Добровольців» Патрік Пірс став у лави ІРБ. Так воно і було до того часу, доки Джон Редмонд не став вимагати, щоб до проводу «Ірландських добровольців» не включили 25 людей з Ірландської парламентської партії. На ці вимоги пристали завдяки підтримці Гобсона, що значно зменшило радикалізм «Добровольців». Том Кларк вважав таку поведінку Гобсона зрадою і ніколи не пробачив йому.

### Підготовка повстання
Конфлікт з Гобсоном ще більше зблизив Тома Кларка з МакДермотом. Секретар ІРБ МакДермот та скарбничий ІРБ Том Кларк фактично керували організацією, хоча формально президентом ІРБ був Шеймус Дікін, а пізніше Денніс МакКаллох. У 1915 році Кларк та МакДермотт утворили Військовий комітет у структурі ІРБ для підготовки збройного повстання. У цей комітет крім Кларка та МакДермота ввійшли Пірс та Джозеф Планкетт. У липні 1915 року помер Єремія О'Донован. Том Кларк організував його урочисте поховання і використав його (і блискучу промову Пірса) для того, щоб переконати «Добровольців» у необхідності діяти. Том Кларк налагодив співпрацю з профспілковим лідером Джеймсом Конноллі — очільником Ірландської громадянської армії — товариством, що було створене для захисту дублінських робітників під час страйків. У січні 1916 року Конноллі ввійшов до Військового комітету, у квітні до складу комітету включили Томаса МакДона. Семеро провідників військового комітету пізніше підписали Прокламацію про створення Ірландської республіки. Том Кларк підписався першим. Хотіли, щоб Том Кларк оголосив себе президентом і головнокомандувачем під час повстання, але Том Кларк відмовився приймати будь-які ранги й почесті. Цими повноваженнями був наділений Пірс як людина більш відома в національному масштабі.

### Великоднє повстання
Під час повстання — Великоднього тижня 1916 року Том Кларк лишався в штаб-квартирі — на Головному поштамті. Основні сили повстанців тут були представлені людьми Коннолі з Ірландської громадянської армії. Хоча Том Кларк не мав ніякого звання, повстанці вважали його своїм командиром, він разом з усіма зі зброєю в руках брав участь у боях. Коли стало зрозуміло, що повстанці розбиті, стали говорити про здачу в полон. Том Кларк був категорично проти капітуляції, але його не підтримали. Після того, як повстанці здалися в полон, Томаса Кларка утримували у в'язниці Кілменхем аж до розстрілу. 3 травня 1916 року Томас Кларк був розстріляний у подвір'ї в'язниці, другим після Патріка Пірса. Йому було 59 років.
Перед стратою він попросив свою дружину Кейтлін передати своє послання ірландському народу: «Я і мої товариші, що підписали Прокламацію, завдали першого удару з тих, що приведе Ірландію до свободи. Наступний удар, що, без сумніву, Ірландія завдасть, завершить справу. З вірою в це, ми помираємо щасливі.»
Його вдова Кейтлін була обрана до ірландського парламенту першого та другого скликання, запам'яталася своїми яскравими виступами проти англо-ірландського договору. Батт О'Коннор згадував, що вдова Кларка просила його зберегти напис на стіні дому, яку вона вважала останнім посланням Томаса Кларка: «Ми вимушені залишити Поштамт. Хлопці чудово билися, і цей бій врятує душу Ірландії.»
У 1922 році вийшла друком книга Томаса Кларка «Замальовки з тюремного життя ірландського злочинця». У книзі Том Кларк часно описав всі свої поневіряння в британських тюрмах.

## Пам'ять
- Башта Томаса Кларка в Баллімуні
- Залізнична станція Данлок названа станцією Томаса Кларка у 1966 році на 50 роковини Великоднього повстання
- У 1966 році вийшли друком поштові марки з портретом Томаса Кларка
- Команда гри в гельський футбол зі східного Тірону названа на його честь — Данганнон Томас Кларк